# イグナーツ・ホルツバウアー
イグナーツ・ヤーコプ・ホルツバウアー（Ignaz Jakob Holzbauer, 1711年9月18日 - 1783年4月7日）は、オーストリアの作曲家。マンハイム楽派に属し、交響曲、協奏曲、オペラ、室内楽曲を作曲した。その美的感覚はドイツの美術、文芸で起こったシュトゥルム・ウント・ドラング運動と方向性を同じくするものである。

## 生涯

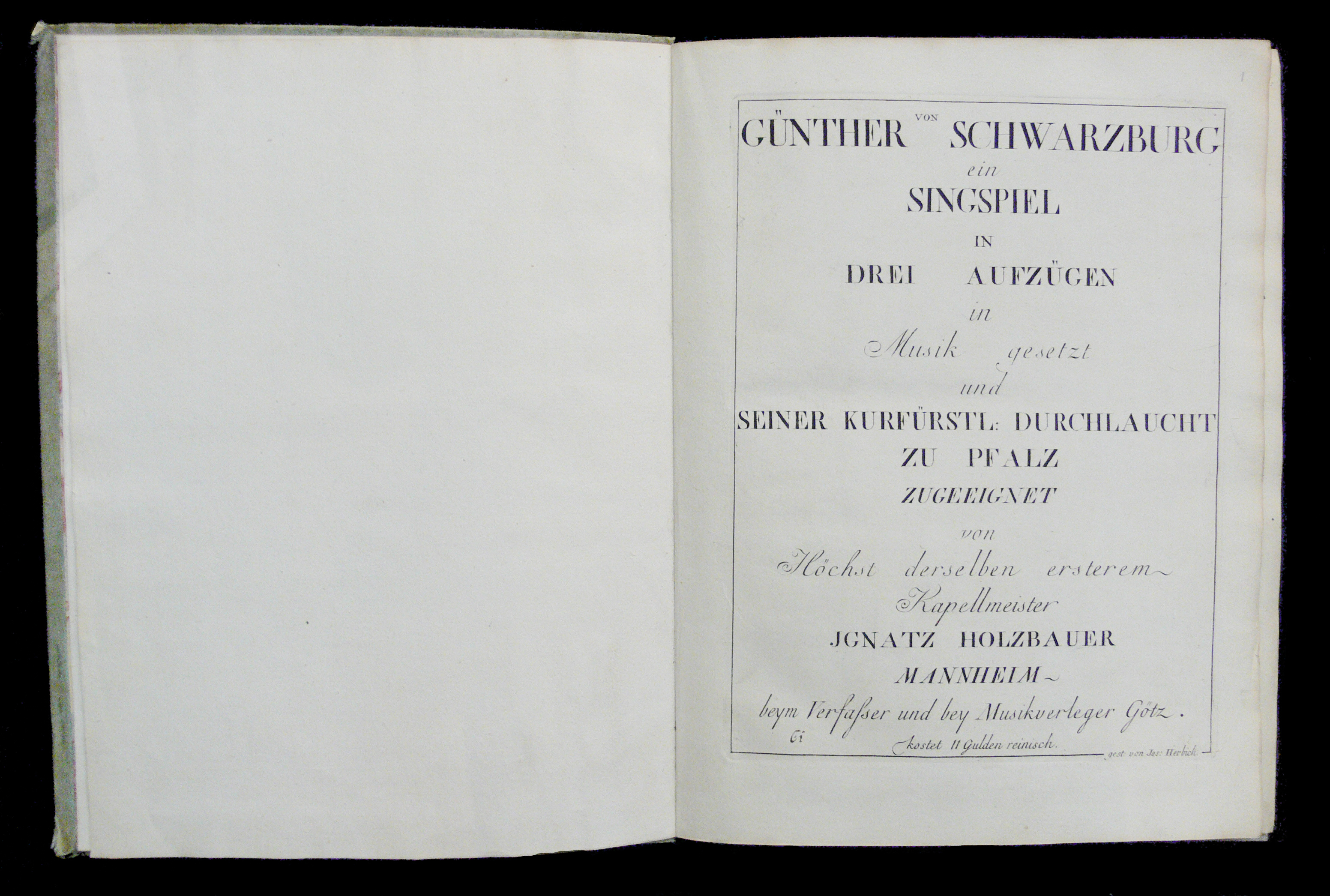
『ギュンター・フォン・シュバルツブルク』の初版、タイトルページ 1777年11月、マンハイム

ホルツバウアーはウィーンに生まれた。法学を学ばせようとした両親の希望に反し、彼は音楽を学び1745年にロッタル（Rottal）伯爵とウィーンの宮廷劇場のカペルマイスターに就任した。後には、彼はシュトゥットガルトのカペルマイスターにもなっている。彼が作曲したオペラには1753年にシュヴェツィンゲン宮廷劇場のこけら落とし公演で披露された『Il figlio delle selve』などがある。この成功がきっかけとなりマンハイムの宮廷からスカウトを受け、ホルツバウアーは残りの人生をマンハイムで過ごすことになった。ここで彼は作曲に勤しむと同時にフリードリヒ・フライシュマンやカール・シュターミッツらを育てた。
ホルツバウアーのオペラ『ギュンター・フォン・シュバルツブルク』はその名前の由来となったギュンター・フォン・シュヴァルツブルク王の人生を題材としており、ドイツの国民的オペラとして最初期のものとなったこの作品の公演にはモーツァルトとその姉も訪れている。モーツァルトはこの作品に触れた感想をこう記している。
「ホルツバウアーの音楽は大変美しいが、詩はそのような音楽に相応しくない。私が何に一番驚いたかというと、オペラは信じられないくらいに炎で満ちており、ホルツバウアーのような高齢の人物（66歳）がいまだにこれほどの情熱を保ち続けているということだ。」
モーツァルトはこの公演を通じてアントン・ラーフに出会い、後にオペラ『イドメネオ』の初演において彼に主役を任せることになる。このオペラは近年になってcpoレーベルによって録音された。ホルツバウアーは196曲の交響曲を作曲した。
また、モーツァルトは1778年にパリのコンセール・スピリチュエルの委嘱により、ホルツバウアーの「ミゼレーレ」へ挿入するための9曲の楽曲を作曲した。この作品はモーツァルト作品リストのK.297aという番号を与えられているが、今日では散逸している。
ホルツバウアーはマンハイムに没している。

## オペラ
| タイトル                                   | ジャンル                           | 台本                                             | 初演地             | 初演年 |
| Lucio Papirio                              | dramma per musica                  | アポストロ・ゼーノ                               | ホレショフ         | 1737年 |
| Sesostri, re d'Egitto                      | dramma per musica                  | アポストロ・ゼーノ                               | ホレショフ         | 1738年 |
| Vologeso                                   | dramma per musica                  | アポストロ・ゼーノ                               | ホレショフ         | 1739年 |
| Hypermnestra                               | ドイツ・オペラ                     | ヨハン・レオポルト・ファン・ゲーレン             | ウィーン           | 1741年 |
| La fata meravigliosa                       | dramma giocoso per musica          |                                                  | ウィーン           | 1748年 |
| Il figlio delle selve                      | favola pastorale per musica        | カルロ・シジスモンド・カペーチェ                 | シュヴェツィンゲン | 1753年 |
| L'isola disabitata                         | azione per musica                  | ピエトロ・メタスタージオ                         | シュヴェツィンゲン | 1754年 |
| L'Isspile                                  | dramma per musica                  | ピエトロ・メタスタージオ                         | マンハイム         | 1754年 |
| Il Don Chisciotte                          | opera semiridicola                 | アポストロ・ゼーノ                               | シュヴェツィンゲン | 1755年 |
| I cinesi                                   | componimento drammatico per musica | メタスタージオとマッティア・ヴェラーツィ         | シュヴェツィンゲン | 1756年 |
| Le nozze d'Arianna                         | festa teatrale per musica          | マッティア・ヴェラーツィ                         | シュヴェツィンゲン | 1756年 |
| La clemenza di Tito                        | dramma per musica                  | メタスタージオとヴェラーツィ                     | マンハイム         | 1757年 |
| Nitteti                                    | dramma per musica                  | ピエトロ・メタスタージオ                         | マンハイム         | 1759年 |
| Alessandro nell'Indie                      | dramma per musica                  | ピエトロ・メタスタージオ                         | ミラノ             | 1759年 |
| Ippolito ed Aricia                         | dramma per musica                  | カルロ・インチェンツォ・フルゴーニとヴェラーツィ | マンハイム         | 1759年 |
| ギュンター・フォン・シュバルツブルク       | ジングシュピール                   | アントン・クライン                               | マンハイム         | 1777年 |
| La morte di Didone、Tod der Didoとして改訂 | ジングシュピール                   | メタスタージオの台本に基づく                     | マンハイム         | 1799年 |
| Tancredi                                   | dramma per musica                  |                                                  | モナコ             | 1783年 |

## オペラ以外の作品
- 交響曲 ニ短調 （オルフェオ・バロック管弦楽団による 【演奏例】）
- 五重奏曲 変ロ長調 （ウィーン・コンツェントゥス・ムジクスによる 【演奏例】）